# Elin Wrethov
Elin Viktoria Wrethov, född 15 september 1976 i Vellinge församling, Malmöhus län, är en svensk låtskrivare.

## Låtar
- 2003 – Sim Salabim (tillsammans med Anderz Wrethov).[3]
- 2005 – Carnival med Ch!pz (tillsammans med Anderz Wrethov och Johan Deltinger).[4]
- 2005 – Poco Loco med Carlito (tillsammans med Anderz Wrethov och Carlito).[5]
- 2009 – Always med Aysel Teymurzadeh och Arash Labaf (tillsammans med Anderz Wrethov, Arash Labaf, Alex Papaconstantinou, Johan Bejerholm, Marcus Englof och Robert Uhlmann).[6]
- 2017 – Länge leva kärleken med Nya Vikingarna (tillsammans med Anderz Wrethov och Johan Bejerholm).[7]

### Melodifestivalen
- 2015 – Guld och gröna skogar med Hasse Andersson (tillsammans med Anderz Wrethov, Johan Bejerholm och Johan Deltinger).[8]
- 2019 – Leva livet med Jan Malmsjö (tillsammans med Anderz Wrethov, Ari Lethenen och Johan Bejerholm).[9]
- 2022 – Änglavakt med John Lundvik (tillsammans med Anderz Wrethov, Benjamin Rosenbohm, Fredrik Sonefors och John Lundvik).[10]